# کادیلاک
کادیلاک (به انگلیسی: Cadillac) شرکت خودروسازی آمریکایی است که در واقع نشان تجاری خودروهای لوکسی می‌باشد که توسط جنرال موتورز تولید می‌شوند. خودروهای کادیلاک به‌طور رسمی در بیش از ۵۰ کشور جهان فروخته می‌شوند و عمده فروش آن نیز در ایالات متحده و کانادا می‌باشد. در سال ۲۰۱۰ فروش کادیلاک شاهد رشدی ۳۵٪ نسبت به سال پیش از آن بود و شمار کل خودروهای تولید شده کادیلاک در آن سال به ۱۴۶٬۹۲۵ دستگاه رسید. پس از ایالات متحده آمریکا، چین دومین بازار بزرگ فروش خودروهای کادیلاک است. در میانه قرن بیستم نام کادیلاک در محدوده ایالات متحده به نامی مترادف با کیفیت بالا تبدیل شد. عبارت‌هایی نظیر کادیلاک ساعت‌ها اشاره به برند رولکس دارد. شعار کنونی کادیلاک این است: زندگی، آزادی و کار. این شعار به حقوقی اشاره دارد که در بیانیه استقلال ایالات متحده شرح داده شده‌است.

## تاریخچه
- این شرکت هم‌اکنون تحت مالکیت جنرال موتورز است. هنری ام. لیلند اسلحه ساز پیشین، و مهندس شرکت‌های فورد و اولدز موبیل، در سال ۱۹۰۲ شرکت «کادیلاک» را به افتخار بنیان‌گذار شهر دیترویت (قطب خودروسازی کشور آمریکا) «آنتونی لامت کادیلاک» بنیان نهاد. با اختصاص قیمت‌ها برای تولید دستی و به‌کارگیری قطعات استاندارد، لیلند «کادیلاک»۳۰ چهار سیلندر را در ۱۹۰۹ ساخت که شرکت او را چنان موفق کرد که پس از چندی توسط GM خریداری شد. در ۱۹۱۵ موتورهای قدرتمند، بی‌صدا، و قابل اطمینان هشت سیلندر کادیلاک، استانداردِ خودروهای بزرگ فوق لوکس را بدست آورد. چند دهه بعد موتورهای گران‌قیمت V12 و V16 معرفی شد اما طی سال‌هایی که بحران اقتصادی به‌وجود آمده بود فروش ناچیزی داشت. البته مدل‌های V8 همچنان به عنوان خودرویی عامه پسند در بازار باقی ماندند. با وجود برخی دوره‌های تغییر و بی‌ثباتی در مشی کادیلاک، نمونه‌های اصلاح‌شده و ابتکارات تکنیکی و فنی، اعتبار و محبوبیت کادیلاک به عنوان یک مارک لوکس سفارشی را در طول سال‌ها تا به اکنون حفظ کرده‌اند.

نخستین استارت برقی، نخستین چراغ روشنایی استاندارد، نخستین خودرو هشت سیلندر (V) شکل جهان و نخستین مونتاژ استاندارد خودرو در جهان که در لندن صورت گرفت، تنها گوشه‌ای از افتخارات بی‌شمار کادیلاک محسوب می‌گردد.

### شرکت در صنعت خودروسازی
کادیلاک به تعریف مهندسی پیشرفته، تجمل و سبک در آغاز صنعت خودروسازی کمک کرد و خودروهای کادیلاک به عنوان خوش ساخت‌ترین خودروهای جهان شناخته شدند. تولید دقیق برای قابلیت تعویض پذیری قطعات به صورت واقعی، یکی از نخستین‌های صنعت در سال ۱۹۰۸ میلادی بود.
کادیلاک نخستین تولیدکننده‌ای بود که خودروهایی با اتاق کاملاً بسته تولید کرد (سال ۱۹۱۰ میلادی).
در سال ۱۹۱۲ میلادی کادیلاک نخستین تولیدکننده‌ای بود که سامانه الکتریکی شامل راه‌اندازی، روشنایی و استارت را به خدمت گرفت.

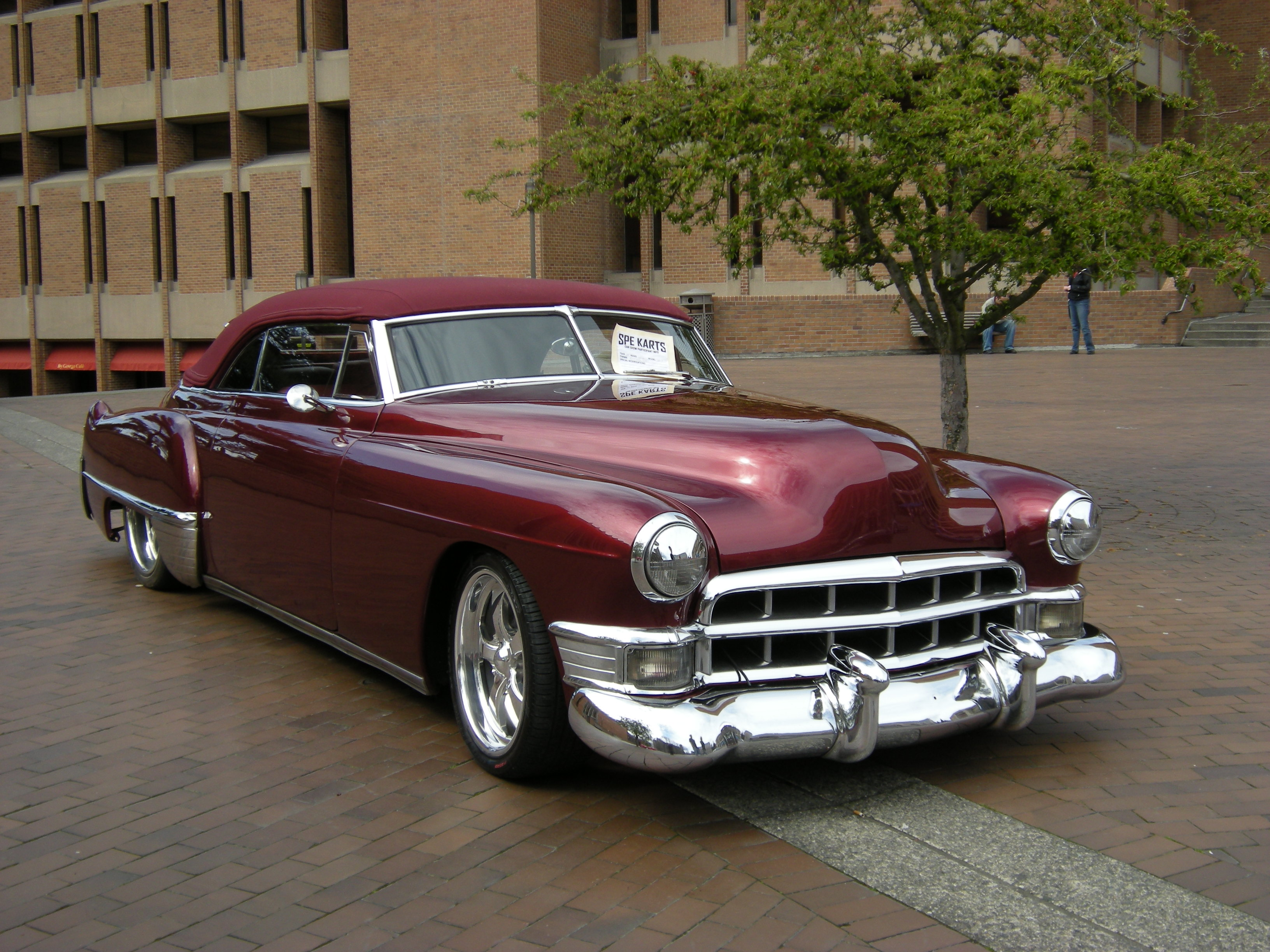
کادیلاک کوپه دویل ساخت ۱۹۴۹

در سال ۱۹۱۵ میلادی آن‌ها نخستین خودروسازی بودند که خنک سازی موتور را به کمک ابزارهای دماسنجی انجام دادند و در سال ۱۹۲۲ میلادی نخستینی بودند که کنترل حرارتی کاربراتور موتور را معرفی کردند.
کادیلاک همچنین نخستین خودروسازی بود که موتورهای هشت سیلندر بالانس را ساخت(۱۹۲۳ میلادی).
در سال ۱۹۱۲ میلادی کادیلاک نخستین خودروسازی بود که سامانه راه‌اندازی الکتریکی (استارت) را به صورت استاندارد ارائه می‌کرد. این سامانه توسط چارلز کترینگ توسعه داده شد و به عنوان ابزار راحتی برای بانوان راننده به بازار عرضه شد.
در سال ۱۹۱۰ کادیلاک نخستین شرکت بود که موفق به تولید خودروی شد که اتاقک آن کاملاً متصل به شاسی‌اش بود.
در سال ۱۹۲۷ کادیلاک نخستین شرکت در جهان شد که طراحان صنعتی اش را به طراحی بدنه خودرو تشویق کرد.
در سال ۱۹۲۸ کادیلاک نخستین سامانه تعویض دنده با به‌کارگیری چرخ دنده را تولید کرد که تحول عظیمی در صنعت خودرو به حساب می‌آمد.
کادیلاک نخستین شرکتی بود که خودروی با سقف تمام فلزی تولید کرد که بسیار امن‌تر و بی‌صداتر از سایر سقف‌های آن زمان که از چوب و چرم ساخته می‌شد بود.
در سال ۱۹۴۱ کادیلاک نخستین خودروی لوکس جهان با دندهٔ اتوماتیک را تولید کرد.
در بین سال‌های ۱۹۳۰ تا ۱۹۴۰ کادیلاک با سرمایه‌گذاری که کرد توانست نخستین موتور ۱۶سیلندر جهان را طراحی کند، همچنین در بین همین سال‌ها کادیلاک نخستین موتور ۱۲سیلندر جهان را نیز تولید کرده بود.
از دیگر ابداعاتی که که کادیلاک وارد صنعت خودرو سازی جهان کرد سامانه تهویهٔ هوای داخل خودرو بود، این سامانه که به صورت خودکار قادر بود خود را با شرایط محیط وفق دهد در سال ۱۹۶۴ بر روی خودروهای کادیلاک به کار گرفته شد.
خودروهایی که کادیلاک در سال‌های ۱۹۷۴ تا ۱۹۷۷ تولید کرد نخستین خودروهای جهان بودند که در آن‌ها برای ایمنی سرنشینان از کیسه هوا استفاده شده بود.
در سال ۱۹۳۴ کادیلاک انقلاب بزرگی را در خط تولید خودرو ایجاد کرده بود، در این سال مخترعی به نام هنری اف. فیلیپس دستگاهی را به بازار عرضه کرد که به صورت خودکار می‌توانست پیچ و مهره‌ها را محکم نماید. کادیلاک نخستین خودروساز جهان بود که از فناوری فیلیپس استفاده کرد.

## مدل‌های کنونی (کانادا و آمریکا)

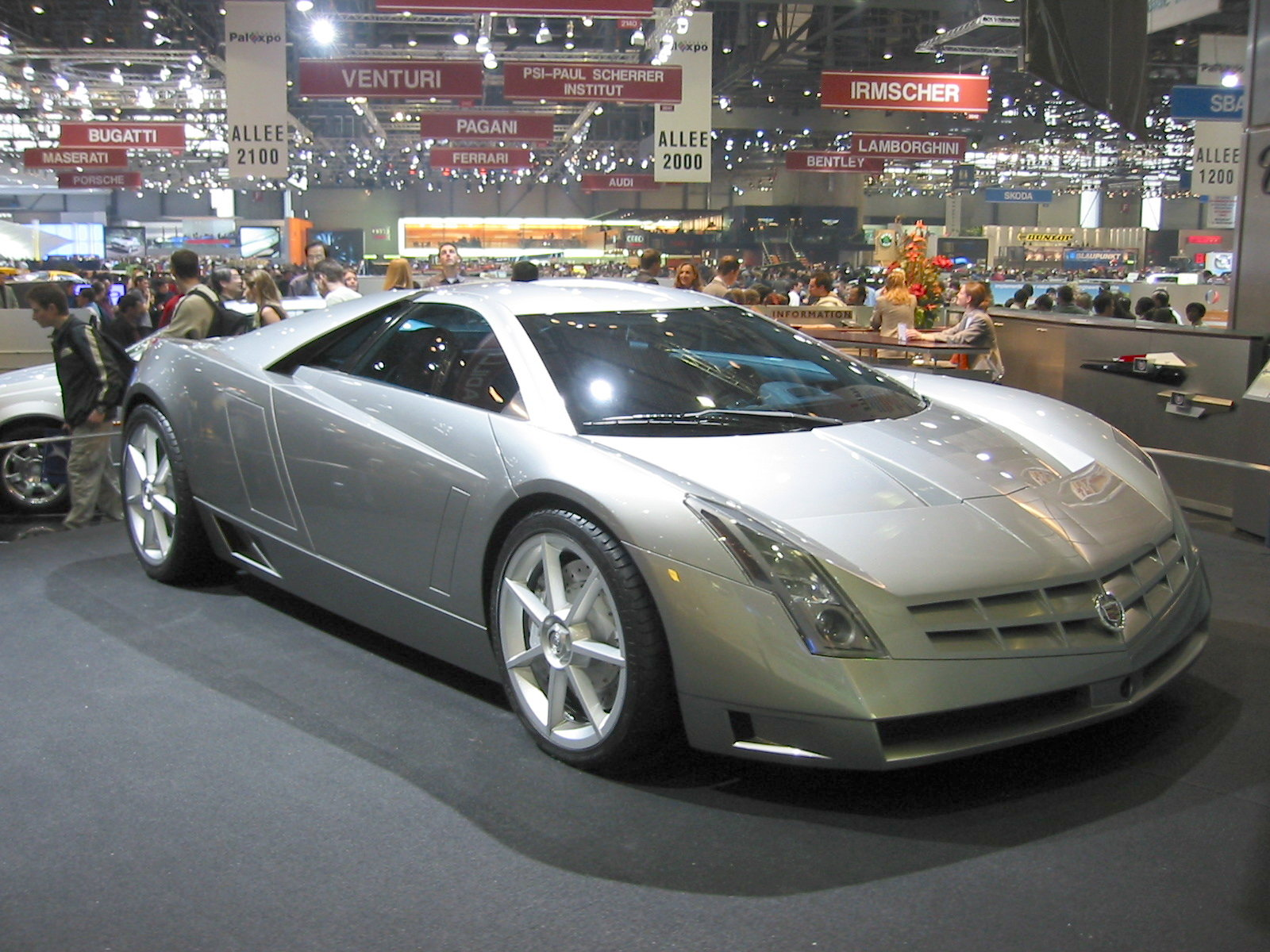
کادیلاک Cien

### پیشین
- کادیلاک دی‌تی‌اس
- کادیلاک اس‌تی‌اس
- کادیلاک دویل
- کادیلاک سویل
- کادیلاک ال‌دورادو

### کنونی
- کادیلاک سی‌تی‌اس مونتاژ در میشیگان در آمریکا و کالینینگراد در روسیه[۱]
- کادیلاک اسکالید مونتاژ در آرلینگتون، تگزاس و کالینینگراد در روسیه[۱]
- کادیلاک اس‌آرایکس مونتاژ در کواویلا در مکزیک و کالینینگراد در روسیه[۱]
- کادیلاک ای تی اس مونتاژ در میشیگان
- کادیلاک اکس‌تی‌اس مونتاژ در اوشاوا در کانادا و شانگهای در چین
- کادیلاک ای ال آر مونتاژ میشیگان